# La Jeune Fille la plus méritante de France
La Jeune Fille la plus méritante de France és una pel·lícula francesa dirigida per Germaine Dulac i estrenada el 1918.

## Argument
“D'una forma atractiva, les múltiples feines que una noia pot realitzar a la vida es redueixen als seus propis mitjans. » »

## Repartiment
- Musidora : La marchande des quatre-saisons
- Marthe Régnier
- Denise Lorys
- Suzanne Bianchetti
- Denise Legeay
- Gina Palerme